# Rudolf Hell
(Hermann Zapf, laudatio per il Gutenberg-Preis 1977)
Rudolf Hell (Eggmühl, 19 dicembre 1901 – Kiel, 11 marzo 2002) è stato un inventore e ingegnere tedesco, inventore della Hellschreiber del 1929, del Klischograph del 1951, e della fotocomposizione digitale nel 1965.

## Biografia
Figlio di un capostazione di Eggmühl, Rudolf Hell venne al mondo nel 1901 nella palazzina della stazione ferroviaria. Sua madre era la figlia di un contadino e birraio. Fu il più giovane di tre fratelli.
Dopo quattro anni di Volksschule visita la Oberrealschule Rudolphinum a Eger, dove studia fisica e matematica. Presto scopre la passione per le scienze naturali. Il fascino della ferrovia vista come lavoro del padre e l'inizio della elettrificazione della stessa, fecero desiderare lo studio della elettrotecnica.
Dal 1919 al 1923 studiò ingegneria elettrica alla Technischen Hochschule a Monaco, dove lavorò dal 1923 al 1929 come assistente del Prof. Max Dieckmann, con il quale gestì una stazione televisiva al Verkehrsausstellung (letteralmente: Disposizione del traffico) a Monaco nel 1925. Nello stesso anno Hell inventò un apparecchio chiamato Hellschreiber, un precursore del fax. Hell ricevette il brevetto per Hellschreiber nel 1929.
Nel 1927 viene promosso a Direktanzeigendes Funkpeilgerät für die Luftfahrt. Una società americana lo paga per una licenza con 20.000 RM.

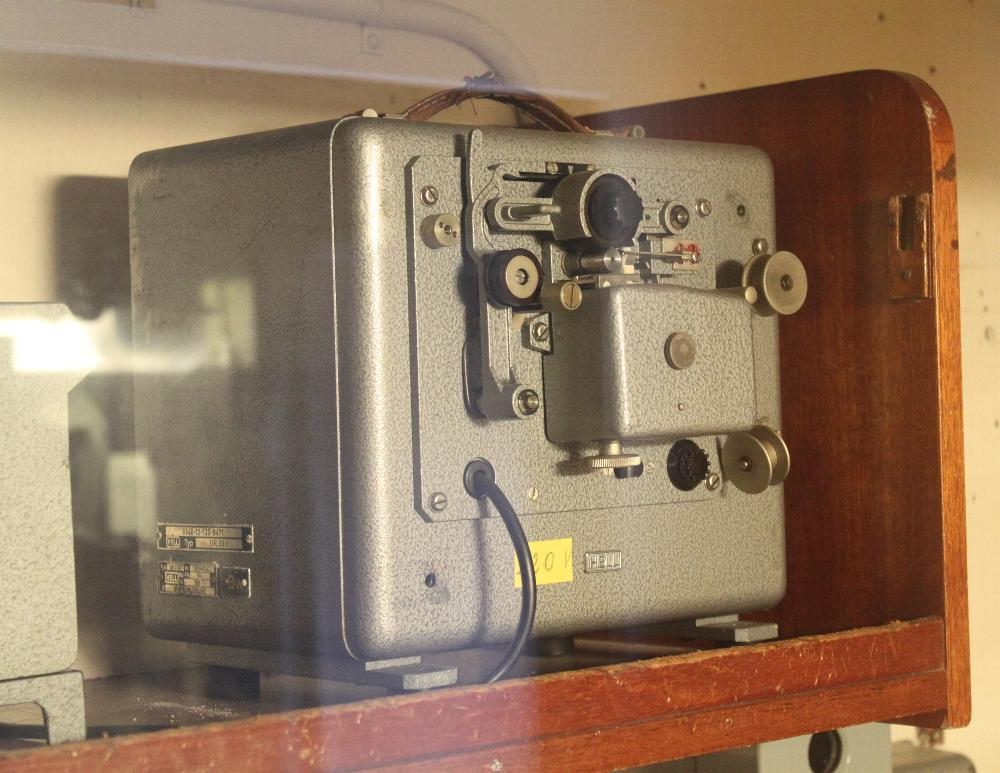
Scrittrice Morse di Hell, UR39C

Sempre nel 1929 fondò la propria compagnia a Babelsberg, Berlino. Dopo la Seconda guerra mondiale rifondò la sua compagnia a Kiel. Nel 1947 Rudolf Hell si reca a Kiel-Dietrichsdorf. Diventerà la sua nuova città. Dal 1949 lavorò alla creazione di macchine per telefoto e sviluppò apparati per le Poste, stampa, Polizia e servizi meteorologici. Con l'invenzione del Klischograph nel 1951, Hell aprì nuove vie per i metodi di stampa. Sistemi che verranno sviluppati come Vario-Klischograph e Helio-Klischograph.
Nel 1961 la Hell-Werke si espanse, aprendo un sito a Kiel-Gaarden. Nel 1963 crearono il Chromagraph, uno scanner per immagini. Nel 1965 creò il primo compositore tipografico elettronico digitale (Desktop publishing). Nello stesso anno presentò il sistema Digiset. Dopo il 1971 venne creato il Chromagraph DC 300 uno scanner per immagini; Hell si ritirò dalla gestione dell'azienda nel 1972.
La Dr.-Ing. Rudolf Hell GmbH sviluppò nel 1979 il ritocco fotografico ChromaCom.
La sua compagnia fu assunta sotto il controllo della Siemens AG nel 1981 e si fuse con la Linotype nel 1990, diventando Linotype-Hell AG. La sede di Kiel-Gaarden divenne dal 1991 sede della Technische Fakultät della Christian-Albrechts-Universität zu Kiel. Il suo stile di vita salutista lo ha portato sino alla ragguardevole età di 101 anni. È sepolto al Parkfriedhof Eichhof.

## Onorificenze
- 1962 Goldmedaille der Photographischen Gesellschaft Wien
- 1967 Goldmedaille della Gesellschaft für Druck della CSSR
- 1968 Ullstein-Ring
- 1968 Premio per la cultura della città di Kiel
- 1969 Segnatura AIGEC della Union Italienne des Exports et Conseilleures Graphiques
- 1973 Laurea honoris causa Technischen Universität München
- 1977 Gutenberg-Preis della Gutenberg-Gesellschaft e della città di Magonza
- 1978 Werner-von-Siemens-Ring conferito da Karl Carstens
- 1981 FDI-Medaille (Führungskräfte der Druckindustrie)
- 1981 Cittadinanza onoraria di Kiel
- 1987 nominato presso la galleria degli inventori Deutschen Patentamtes di Monaco